# Волповская синагога
Волповская синагога (бел. Воўпаўская сінагога) — утраченная синагога в посёлке Волпа, Волковысский район, Гродненская область, Белоруссия. Выдающийся памятник деревянной архитектуры синагог Речи Посполитой. Сгорела в годы Великой Отечественной войны.

## История
Синагога была построена в первой половине XVIII века и к XX веку сохранилась с немногочисленными изменениями. С 1921 по 1939 год синагога находилась на территории Польши. В 1929 году здание было внесено в список польских культурных достопримечательностей . В период немецкой оккупации синагога была сожжена нацистами.

## Архитектура
Главный зал размером 13 м × 12,80 и купольный потолок историки искусства Мария и Казимир Пехотка назвали «самым впечатляющим из известных деревянных потолков в Европе». Это связано с тем, что христианам не запрещалось строить из кирпича и камня, поэтому такие постройки из дерева в Европе встречаются редко.
Высота стен главного зала составляла 7,2 м. Своды были приподняты на 14 метров и были разделены орнаментированными балюстрадами на три яруса. Каждый ярус состоял из нескольких витых секций, окаймлённых деревянными панелями, составлявшими куполообразные своды. Купол поддерживался четырьмя деревянными колоннами, окружающими биму и фермами на крыше .
Синагогальный ковчег представлял собой тщательно расписанную многоярусную конструкцию, украшенную резьбовыми колоннами, рельефами-менорами, вазами, цветочными гирляндами, скрижалями с десятью заповедями и орлом.
В начале XIX века купольные своды были окрашены в тёмный сапфир, покрытые «блестящими» золотыми звездами. Стены были выкрашены под каменную кладку для сходства с классическими кирпичными постройками.
В 2024 году была выпущена VR-реконструкция Волповской синагоги, разработанная Центром белорусско-еврейского культурного наследия. Виртуальная реконструкция демонстрирует два варианта интерьера синагоги: до и после ремонта 1920-х годов, а также предлагает 360-градусный обзор современного состояния места, где она когда-то находилась. Проект включает мультиязычный тур, который раскрывает историю синагоги и значение её художественных и архитектурных деталей.

## Галерея
- Бима в Волповской синагоге в 1845 году
- Интерьер
- Фотография польского периода
- Синагогальный ковчег
- Виртуальная реконструкция Волповской синагоги. Центр белорусско-еврейского культурного наследия